# Cantonul Castelnau-de-Médoc
Cantonul Castelnau-de-Médoc este un canton din arondismentul Lesparre-Médoc, departamentul Gironde, regiunea Aquitania, Franța.

## Comune
- Arcins
- Arsac
- Avensan
- Brach
- Cantenac
- Castelnau-de-Médoc (reședință)
- Cussac-Fort-Médoc
- Labarde
- Lacanau
- Lamarque
- Listrac-Médoc
- Margaux
- Moulis-en-Médoc
- Le Porge
- Sainte-Hélène
- Salaunes
- Saumos
- Soussans
- Le Temple